# Velbrück Wissenschaft
Velbrück Wissenschaft ist ein deutscher Verlag mit Sitz in Weilerswist. Der Name geht auf das „Haus Velbrück“, eine Burganlage im Weilerswister Ortsteil Metternich zurück. 

## Geschichte
Gegründet wurde er 1999 von Friedhelm Herborth, zuvor 25 Jahre Lektor der Reihe suhrkamp taschenbuch wissenschaft im Suhrkamp Verlag, und seinem ehemaligen Suhrkamp-Kollegen Horst Brühmann sowie von Thedel von Wallmoden, Gründer und Leiter des Wallstein Verlags, und Andreas von Stedman, Chef des Berliner Nicolai-Verlags. In einem Artikel der ZEIT über die Gründung und das Programm des neuen Verlags heißt es, Auseinandersetzungen zwischen Siegfried Unseld und Friedhelm Herborth seien ursächlich für die Abwanderung Herborths von Suhrkamp und die Gründung des neuen Verlags gewesen: Unseld habe das durch „elaborierte Theorie“ gekennzeichnete Wissenschaftsprogramm stärker in Richtung „populärer Zeitdiagnose“ und eines „eleganten Essayismus“ verändern wollen, womit Herborth nicht einverstanden gewesen sei.

## Verlagsspektrum
Im Mittelpunkt des Verlagsprogramms von Velbrück Wissenschaft stehen Werke aus dem  Spektrum der Philosophie, Kultur-, Geistes- und Sozialwissenschaften. Dabei konzentriert sich der Verlag auf Arbeiten, die die Ergebnisse spezialisierter Forschungen theoretisch verarbeiten und reflektieren. 

## Autoren
Zu seinen Autoren gehören unter anderen Peter Bürger, Peter Fuchs, Günter Dux, Bernhard Giesen, Detlef Horster, Hans Joas, Wolfgang Kersting, Herfried Münkler, Andreas Reckwitz, Siegfried J. Schmidt, Hans-Georg Soeffner, Nico Stehr, Helm Stierlin und Helmut Willke. Eine Werkausgabe des Psychologen und Sprachtheoretikers Karl Bühler erscheint ebenfalls bei Velbrück Wissenschaft.